# إليك يودر
إليك يودر (بالإنجليزية: Alec Yoder)‏ هو لاعب جمباز فني أمريكي، ولد في 21 يناير 1997 في إنديانابوليس في الولايات المتحدة.

## وصلات خارجية
- إليك يودر على موقع الاتحاد الدولي للجمباز (licence) (الإنجليزية)
- إليك يودر على موقع الاتحاد الدولي للجمباز (biography) (الإنجليزية)
- إليك يودر على موقع الاتحاد الأمريكي للجمباز (الإنجليزية)
- إليك يودر على موقع اللجنة الأولمبية الدولية (الإنجليزية)
- إليك يودر على موقع أوليمبيديا (الإنجليزية)